# Acacia strigosa
Acacia strigosa é uma espécie de leguminosa do gênero Acacia, pertencente à família Fabaceae.